# Campeonato Sul-Americano de Clubes de Voleibol Feminino de 2021
O Campeonato Sul-Americano de Clubes de Voleibol Feminino de 2021 foi a vigésima primeira edição do torneio organizado anualmente pela CSV, previsto para ser disputado entre os  dias 21 a 25 de outubro de 2021 no Ginásio do SESI Taguatinga, localizado na cidade de Brasília. Foi o torneio classificatório para edição do Campeonato Mundial de Clubes de 2021, com a participação de cinco equipes, estas representantes de Brasil, Uruguai e Bolívia. O torcedor prestigiou o certame, em conformidade ao decreto do Governo do Distrito Federal (GDF), que estabeleceu que 50% da capacidade da arena poderia ser utilizada. Os ingressos não foram vendidos e sim distribuídos pelo Brasília Vôlei mediante cadastro realizado em redes sociais, assim como para assistir aos dois jogos do dia, o expectador apresentou teste PCR negativo feito, no máximo, 72h antes ou comprovante de imunização com as duas doses de vacina.
O Praia Clube conquistou seu primeiro título continental de forma invicta ao derrotar na rodada final o Minas TC, e completando o pódio o anfitrião Brasília Vôlei. A levantadora Cláudia Bueno foi premiada como a melhor jogadora (MVP).

## Formato de disputa
Para a classificação dentre dos grupos na primeira fase, o placar de 3-0 ou 3-1 garantiu três pontos para a equipe vencedora e nenhum para a equipe derrotada; já o placar de 3-2 garantiu dois pontos para a equipe vencedora e um para a perdedora.
O torneio será disputado em fase única (sistema de pontos corridos), sendo definido o pódio pelo maior número de pontos

## Participantes
As seguintes equipes foram qualificadas para a disputa do Campeonato Sul-Americano de Clubes de 2021 a divulgação da tabela e participantes:
| Equipe         | País       | Forma de Classificação                         | Títulos              |
| -------------- | ---------- | ---------------------------------------------- | -------------------- |
| Brasília Vôlei | Brasil     | Representante da cidade-sede                   | 0 ( não possui)      |
| Praia Clube    | Brasil     | Vice-campeão da Superliga Brasileira A 2020-21 | 0 ( não possui)      |
| Minas TC       | Brasil     | Campeão da Superliga Brasileira A 2020-21      | 3 (2018, 2019, 2020) |
| Club Olimpia   | Montevidéu | Campeão da Liga Uruguaia de Voleibol 2021      | 0 ( não possui)      |
| San Martín     | Bolívia    | Campeão da Liga Superior Boliviana 2021        | 0 ( não possui)      |

## Fase única
Classificação
|  |                                                           |
|  | Qualificados para o Campeonato Mundial de Clubes de 2021. |

|     |                |     | Jogos | Jogos | Jogos | Resultados | Resultados | Resultados | Resultados | Resultados | Resultados | Sets | Sets | Sets  | Pontos | Pontos | Pontos |
| Pos | Equipe         | Pts | T     | V     | D     | 3–0        | 3–1        | 3–2        | 2–3        | 1–3        | 0–3        | V    | P    | R     | V      | P      | R      |
| --- | -------------- | --- | ----- | ----- | ----- | ---------- | ---------- | ---------- | ---------- | ---------- | ---------- | ---- | ---- | ----- | ------ | ------ | ------ |
| 1   | Praia Clube    | 11  | 4     | 4     | 0     | 3          | 0          | 1          | 0          | 0          | 0          | 12   | 2    | 6,000 | 339    | 223    | 1.520  |
| 2   | Minas TC       | 10  | 4     | 3     | 1     | 2          | 1          | 0          | 1          | 0          | 0          | 11   | 4    | 2.750 | 248    | 166    | 1.494  |
| 3   | Brasília Vôlei | 6   | 4     | 2     | 2     | 2          | 0          | 0          | 0          | 1          | 1          | 7    | 6    | 1.167 | 301    | 249    | 1.209  |
| 4   | Club Olimpia   | 3   | 4     | 1     | 3     | 0          | 1          | 0          | 0          | 0          | 3          | 3    | 10   | 0.300 | 179    | 319    | 0.561  |
| 5   | San Martín     | 0   | 4     | 0     | 4     | 0          | 0          | 0          | 0          | 1          | 3          | 1    | 12   | 0.083 | 196    | 329    | 0.596  |

Resultados
| 21 de outubro de 2021 19:00 RelatórioAQ | Brasília Vôlei | 1 — 3                   | Minas TC | Ginásio do SESI Taguatinga, Brasília Árbitro(s): BRA George Kuroki Júnior BRA Clodomiro Vitorino Leite |
| 21 de outubro de 2021 19:00 RelatórioAQ | 25 22 15 20    | Set 1 Set 2 Set 3 Ser 4 | 23 25    | Ginásio do SESI Taguatinga, Brasília Árbitro(s): BRA George Kuroki Júnior BRA Clodomiro Vitorino Leite |

| 21 de outubro de 2021 21:00 Relatório[ AQ] | Praia Clube | 3 — 0             | Club Olimpia | Ginásio do SESI Taguatinga, Brasília Árbitro(s): BRA Guilherme Mendonça BRA Marlon Barreto |
| 21 de outubro de 2021 21:00 Relatório[ AQ] | 25          | Set 1 Set 2 Set 3 | 10 11 8      | Ginásio do SESI Taguatinga, Brasília Árbitro(s): BRA Guilherme Mendonça BRA Marlon Barreto |

| 22 de outubro de 2021 19:00 Relatório[ AQ] | Praia Clube | 3 — 0             | Brasília Vôlei | Ginásio do SESI Taguatinga, Brasília Árbitro(s): BRA Guilherme Mendonça BRA Cinthia Cavalcante |
| 22 de outubro de 2021 19:00 Relatório[ AQ] | 25 34       | Set 1 Set 2 Set 3 | 19 18 32       | Ginásio do SESI Taguatinga, Brasília Árbitro(s): BRA Guilherme Mendonça BRA Cinthia Cavalcante |

| 22 de outubro de 2021 21:00 Relatório[ AQ] | Club Olimpia | 3 — 1                   | San Martín  | Ginásio do SESI Taguatinga, Brasília Árbitro(s): BRA Marlon Barreto BRA George Kuroki Júnior |
| 22 de outubro de 2021 21:00 Relatório[ AQ] | 25 21 31     | Set 1 Set 2 Set 3 Set 4 | 21 14 25 29 | Ginásio do SESI Taguatinga, Brasília Árbitro(s): BRA Marlon Barreto BRA George Kuroki Júnior |

| 23 de outubro de 2021 19:00 Relatório[ AQ] | Minas TC | 3 — 0             | Club Olimpia | Ginásio do SESI Taguatinga, Brasília Árbitro(s): BRA Clodomiro Vitorino Leite BRA Guilherme Mendonça |
| 23 de outubro de 2021 19:00 Relatório[ AQ] | 25       | Set 1 Set 2 Set 3 | 16 10 19     | Ginásio do SESI Taguatinga, Brasília Árbitro(s): BRA Clodomiro Vitorino Leite BRA Guilherme Mendonça |

| 23 de outubro de 2021 21:00 Relatório[ AQ] | Praia Clube | 3 — 0             | San Martín | Ginásio do SESI Taguatinga, Brasília Árbitro(s): BRA Cinthia Cavalcante BRA George Kuroki Júnior |
| 23 de outubro de 2021 21:00 Relatório[ AQ] | 25          | Set 1 Set 2 Set 3 | 12 10 12   | Ginásio do SESI Taguatinga, Brasília Árbitro(s): BRA Cinthia Cavalcante BRA George Kuroki Júnior |

| 24 de outubro de 2021 19:00 Relatório[ AQ] | Minas TC | 3 — 0             | San Martín | Ginásio do SESI Taguatinga, Brasília Árbitro(s): BRA Clodomiro Vitorino Leite BRA Cinthia Cavalcante |
| 24 de outubro de 2021 19:00 Relatório[ AQ] | 25       | Set 1 Set 2 Set 3 | 14 13 12   | Ginásio do SESI Taguatinga, Brasília Árbitro(s): BRA Clodomiro Vitorino Leite BRA Cinthia Cavalcante |

| 24 de outubro de 2021 21:00 Relatório[ AQ] | Brasília Vôlei | 3 — 0             | Club Olimpia | Ginásio do SESI Taguatinga, Brasília Árbitro(s): BRA Guilherme Mendonça BRA Marlon Barreto |
| 24 de outubro de 2021 21:00 Relatório[ AQ] | 25             | Set 1 Set 2 Set 3 | 14 8 11      | Ginásio do SESI Taguatinga, Brasília Árbitro(s): BRA Guilherme Mendonça BRA Marlon Barreto |

| 25 de outubro de 2021 19:00 RelatórioAQ | Brasília Vôlei | 3 — 0             | San Martín | Ginásio do SESI Taguatinga, Brasília Árbitro(s): BRA Marlon Barreto BRA Clodomiro Vitorino Leite |
| 25 de outubro de 2021 19:00 RelatórioAQ | 25             | Set 1 Set 2 Set 3 | 8 13       | Ginásio do SESI Taguatinga, Brasília Árbitro(s): BRA Marlon Barreto BRA Clodomiro Vitorino Leite |

| 25 de outubro de 2021 21:00 RelatórioAQ | Praia Clube    | 3 — 2                         | Minas TC      | Ginásio do SESI Taguatinga, Brasília Árbitro(s): BRA George Kuroki Júnior BRA Guilherme Mendonça |
| 25 de outubro de 2021 21:00 RelatórioAQ | 25 21 25 19 15 | Set 1 Set 2 Set 3 Set 4 Set 5 | 17 25 17 25 7 | Ginásio do SESI Taguatinga, Brasília Árbitro(s): BRA George Kuroki Júnior BRA Guilherme Mendonça |

## Premiação
| Campeonato Sul-Americano de Clubes de 2021 |
| Brasil                                     |
| ------------------------------------------ |
| Praia Clube Campeão (1º título)            |

## Classificação Final
| Posição           | Equipe         | Classificação                        |
| ----------------- | -------------- | ------------------------------------ |
| Medalha de ouro   | Praia Clube    | Campeonato Mundial de Clubes de 2021 |
| Medalha de prata  | Minas TC       | Campeonato Mundial de Clubes de 2021 |
| Medalha de bronze | Brasília Vôlei |                                      |
| 4                 | Club Olimpia   |                                      |
| 5                 | San Martín     |                                      |

## Prêmios individuais
A seleção do campeonato foi composta pelas seguintes jogadoras:
- MVP (Most Valuable Player):  Cláudia Bueno